# شانزده (مجموعه تلویزیونی)
شانزده (به انگلیسی:SIXTEEN؛ به کره‌ای:식스틴) برنامه تلویزیونی مسابقه واقع‌نما ساخته شده توسط جی وای پی اینترتینمنت و شبکه ام‌نت در سال ۲۰۱۵ است.برنامه درباره شانزده کارآموز کمپانی جی وای پی است که باید برای کسب جایگاه در گروه نهایی توایس با هم رقابت کنند.در برنامه شانزده نه تنها شرکت کنندگان باید استعداد خود در خواندن و رقصیدن را به نمایش بگذارند بلکه شخصیت و کاریزمای آن ها هم مورد بررسی قرار میگیرد.اولین قسمت این برنامه در تاریخ ۵مه سال ۲۰۱۵ از شبکه ام‌نت پخش شد و این برنامه در کل در ده قسمت پخش شد.

## تبلیغات قبل از شروع برنامه
در تاریخ ۱۳ آپریل سال ۲۰۱۵ جی وای پی اینترتینمنت با گذاشتن مشخصات شرکت کنندگان برنامه در شبکه ام نت و کانال رسمی برنامه شانزده کار خود را آغاز کرد.در بین شرکت کننده ها مشخص شد که دو عضو کاملا ژاپنی،یک عضو ژاپنی-آمریکایی،یک عضو کره ای-کانادایی،یک عضو تایلندی و یک عضو تایوانی وجود دارد.هفت عضو نهایی گروه توایس تا قبل از شروع برنامه انتخاب شده بودند و بقیه نُه کارآموز باقی مانده برای رسیدن به جایگاه خود در گروه باید باهم رقابت کنند.

## شرکت کنندگان
| #  | اسم      | تاریخ تولد      |
| -- | -------- | --------------- |
| ۱  | نایون    | ۲۲ سپتامبر ۱۹۹۵ |
| ۲  | جونگ‌یون  | ۱ نوامبر ۱۹۹۶   |
| ۳  | داهیون   | ۲۸ مه ۱۹۹۸      |
| ۴  | مینا     | ۲۴ مارس ۱۹۹۷    |
| ۵  | سانا     | ۲۹ دسامبر ۱۹۹۶  |
| ۶  | چه‌یونگ   | ۲۳ آوریل ۱۹۹۹   |
| ۷  | جی‌هیو    | ۱ فوریه ۱۹۹۷    |
| ۸  | جویی     | ۱۴ ژوئن ۱۹۹۹    |
| ۹  | مین‌یونگ  | ۲۷ فوریه ۱۹۹۸   |
| ۱۰ | جون سومی | ۹ مارس ۲۰۰۱     |
| ۱۱ | ناتی     | ۳۰ مه ۲۰۰۲      |
| ۱۲ | چه‌ریونگ  | ۵ ژوئن ۲۰۰۱     |
| ۱۳ | جی‌وون    | ۲۰ مارس ۱۹۹۸    |
| ۱۴ | مومو     | ۹ نوامبر ۱۹۹۶   |
| ۱۵ | اون‌سو    | ۱۴ نوامبر ۲۰۰۰  |
| ۱۶ | چه‌یون    | ۱۱ ژانویه ۲۰۰۰  |